# Karel Vokoun
Karel Vokoun (* 1920) byl československý fotbalista, útočník.

## Fotbalová kariéra
V lize hrál za SK Libeň a SK Čechie Karlín. V lize odehrál 97 utkání a dal 26 gólů.

## Ligová bilance
| Ročník                                     | Zápasy | Góly | Klub             |
| ------------------------------------------ | ------ | ---- | ---------------- |
| Státní liga 1938/39                        | 2      | 0    | SK Libeň         |
| Národní liga 1940/41                       | 19     | 0    | SK Libeň         |
| Státní liga 1945/46                        | 17     | 3    | SK Čechie Karlín |
| Státní liga 1946/47                        | 19     | 3    | SK Libeň         |
| Státní liga 1947/48                        | -      | 3    | SK Čechie Karlín |
| Celostátní československé mistrovství 1950 | -      | 15   | Čechie OD Karlín |
| Mistrovství československé republiky 1951  | -      | 1    | ČKD Dukla Karlín |
| Československá liga CELKEM                 | 97     | 26   |                  |